# Jeevangi, Gulbarga
Jeevangi là một làng thuộc tehsil Gulbarga, huyện Gulbarga, bang Karnataka, Ấn Độ.